# Marktkerk (Goslar)
De Marktkerk Sint-Cosmas en Sint-Damianus (Duits: Marktkirche St. Cosmas und Damian) is de raadskerk en de belangrijkste protestantse kerk van de stad Goslar. De kerk werd gewijd aan de heiligen Cosmas en Damianus, twee vroegchristelijke broers die kosteloos hun diensten aanboden en wonderbaarlijke genezingen verrichtten. De toren is vanaf april dagelijks te beklimmen.

## Beschrijving
De kerk betreft een kruisvormige romaanse pijlerbasiliek en werd voor het eerst in het jaar 1151 genoemd. Mogelijk dateert het centrale deel van het gebouw reeds uit de 10e eeuw. Karakteristiek aan de kerk zijn de twee verschillende torens. Oorspronkelijk waren de beide torens identiek, echter de noordelijke toren brandde in het jaar 1589 af en werd vervolgens met een open lantaarn herbouwd. De zuidelijke toren is met een hoogte van 65,40 meter net iets kleiner dan de noordelijke toren (66 meter). Nog tot in het jaar 1904 diende de noordelijke toren als uitkijkpost om branden in de stad en omgeving vroegtijdig te signaleren.

## Interieur[2]
- De negen gebrandschilderde ramen met scènes uit het leven van de heiligen Cosmas en Damianus zijn van kwalitatief hoog niveau. Het betreft de oudste nog bestaande cyclus van de beide heiligen. De laatromaanse ramen werden nog voor het jaar 1250 vervaardigd. Tijdens de oorlogsjaren werden de ramen zekerheidshalve in de Rammelsberg geborgen. Oorspronkelijk hingen de glazen in een van de koorvensters.
- Het negen meter hoge barokke altaar met aan de top de verrezen Christus beheerst het hoogkoor. Als door een wonder bleef het bij een grote kerkbrand in 1844 behouden. Het houten altaar is geschonken door de familie Holtzmann en gesneden door Andreas Gröber.
- De renaissance-kansel aan de noordelijke vieringspeiler dateert uit 1581.
- Het doopvont uit 1573 is typische protestants en bevat slechts voorstellingen uit de Bijbel; niet-Bijbelse heiligen ontbreken.
- Het imposante Fischbeck-epitaaf uit 1708 is een monument dat de weduwe van de raadsheer Fischbeck liet oprichten. De weduwe tekende met de oprichting van het monument haar eigen financiële ondergang.
- In 1938 werden bij de verwijdering van galerijen muurschilderingen ontdekt. Door overschildering en plaatsing van vensters werden de beschilderingen gedeeltelijk verwoest. De muurschilderingen illustreren de eerste zeven van de Tien Geboden. Oorspronkelijk zouden er drie rijen van elk zeven taferelen zijn geweest.
- In de zuidoostelijke apsis bevindt zich een bronzen beeld van Christus van Jakob Oberhollenzer. De doornenkroon en de wonden van Christus zijn van bergkristal.
- De kerk bezit een uurwerk uit 1848 en een van de grootste luidklokken van Nedersaksen. De luidklok heeft de naam "Johanna", weegt 6800 kg en heeft een doorsnee van 2,11 meter.

## Afbeeldingen

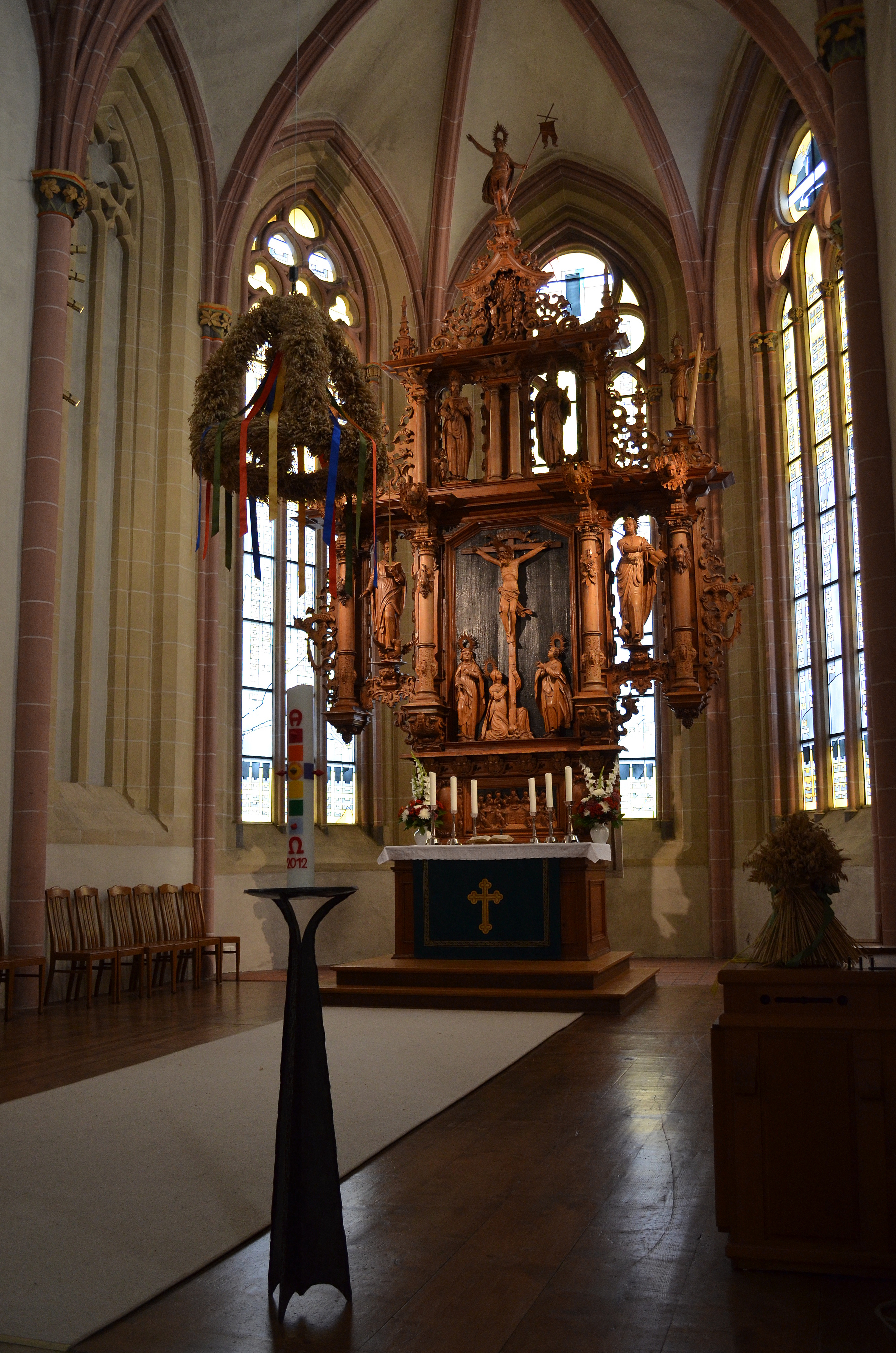
Hoofdaltaar
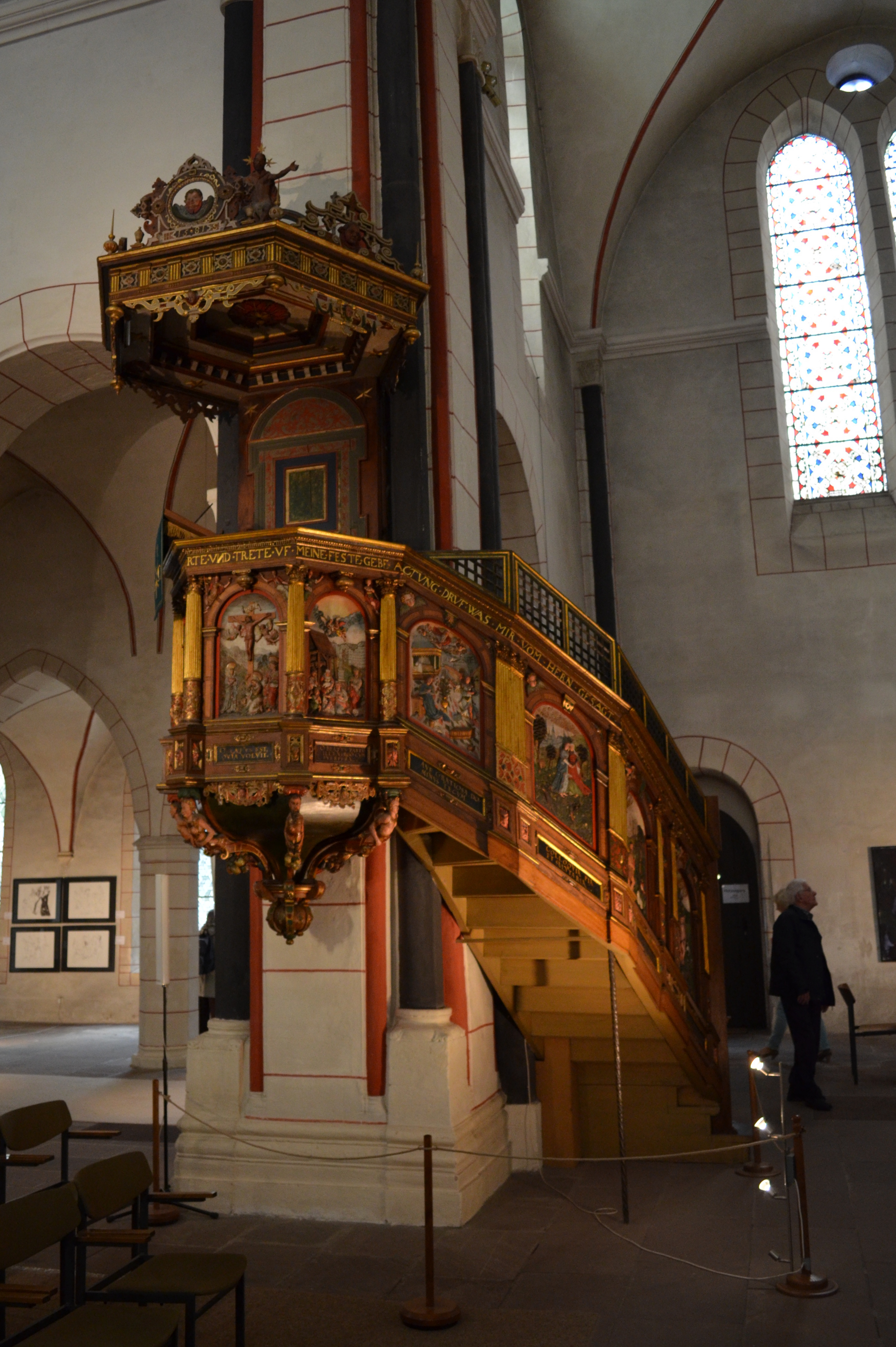
Kansel
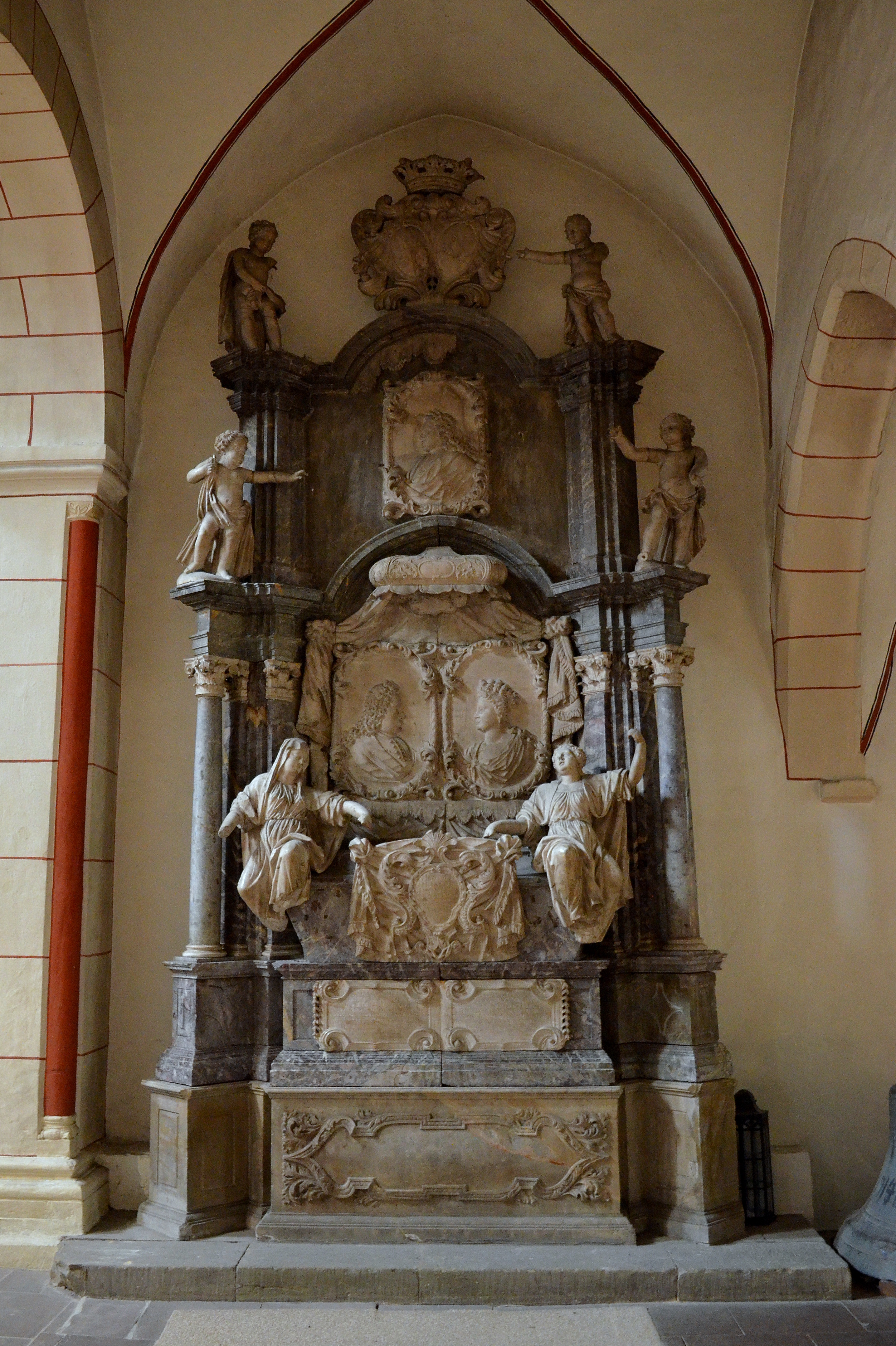
Epitaaf
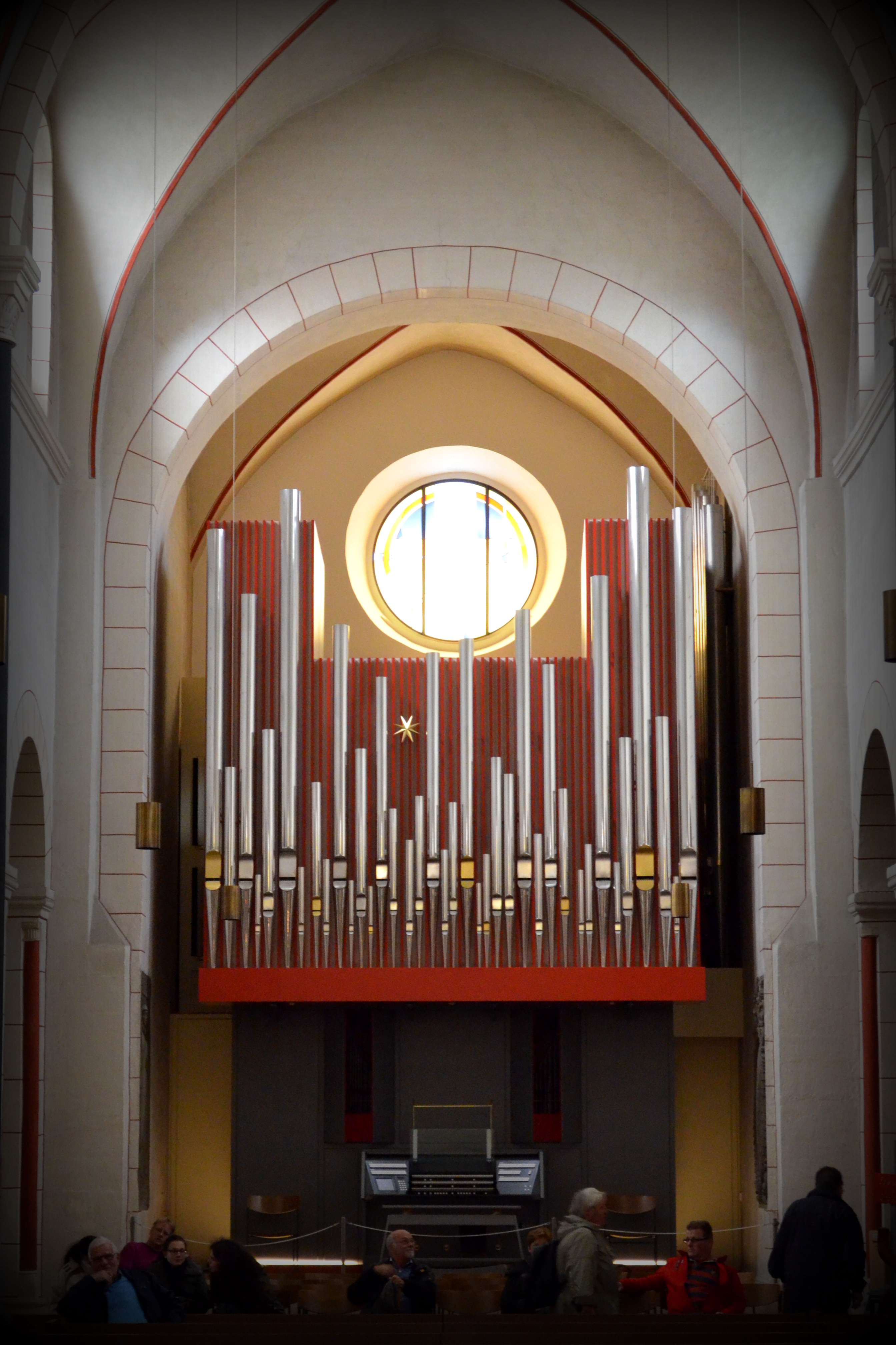
Orgel
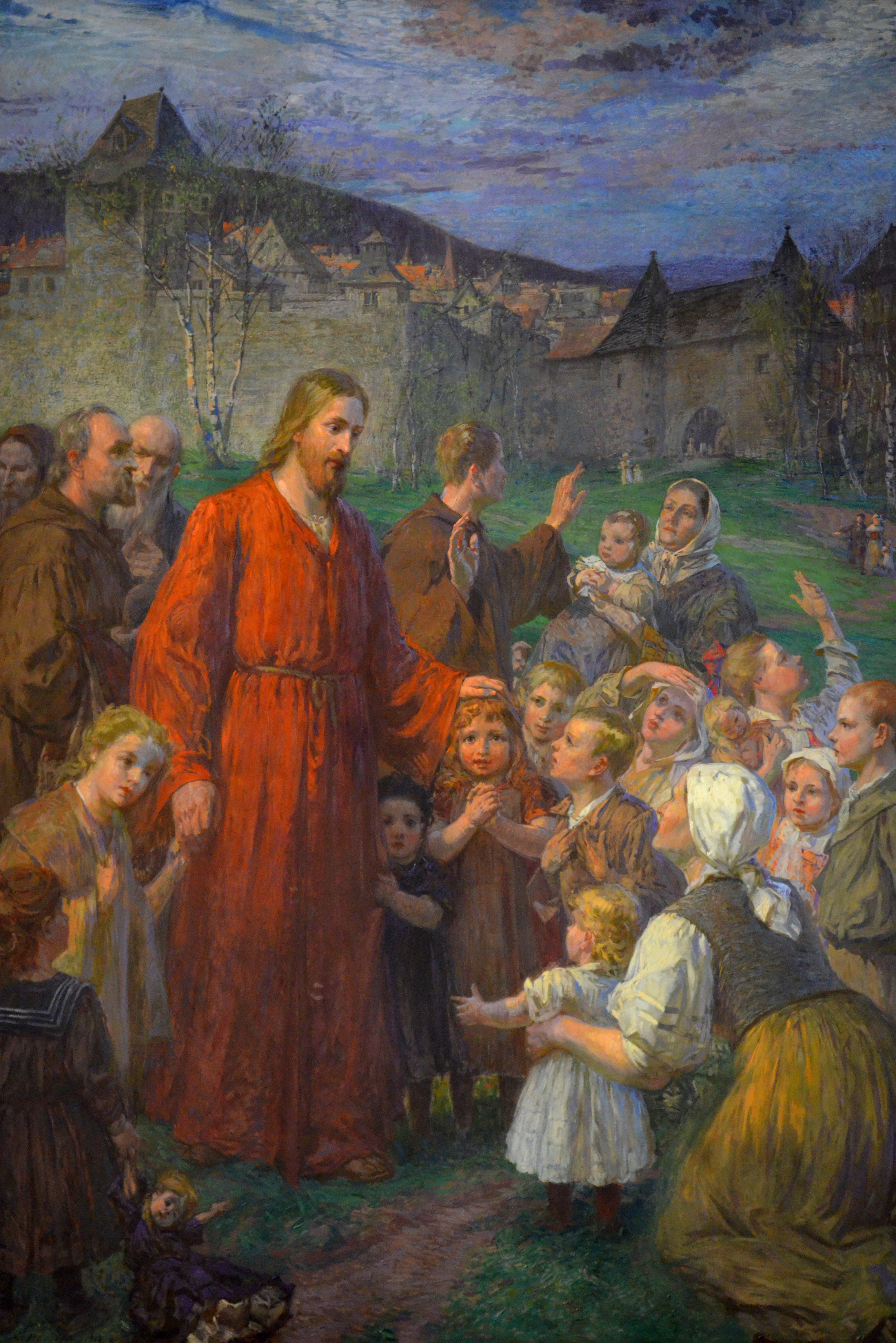
Schilderij Christus zegent de kinderen (Ernst Pasqual Jordan)
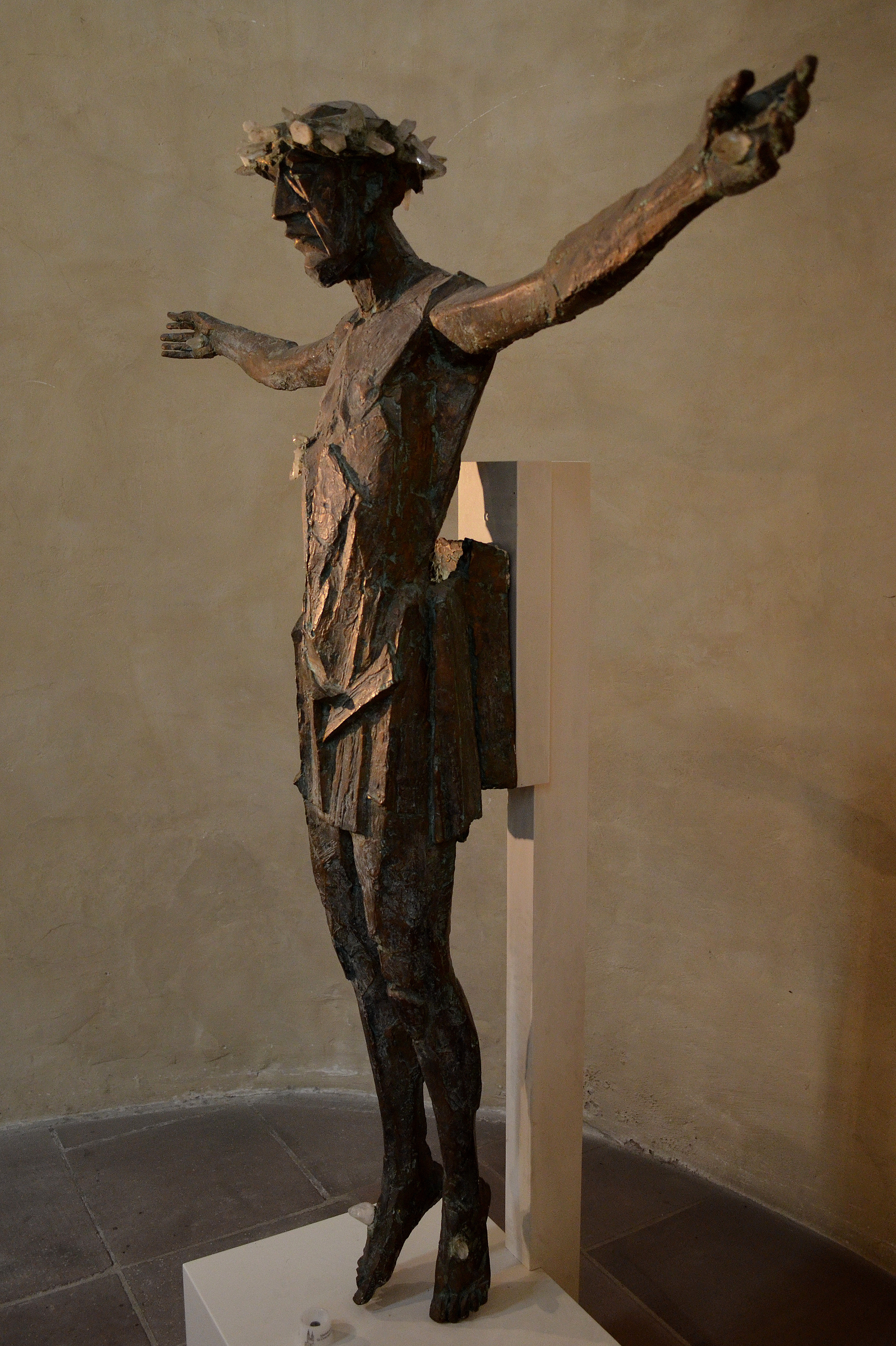
Bronzen Christusfiguur van Jakob Oberhollenzer
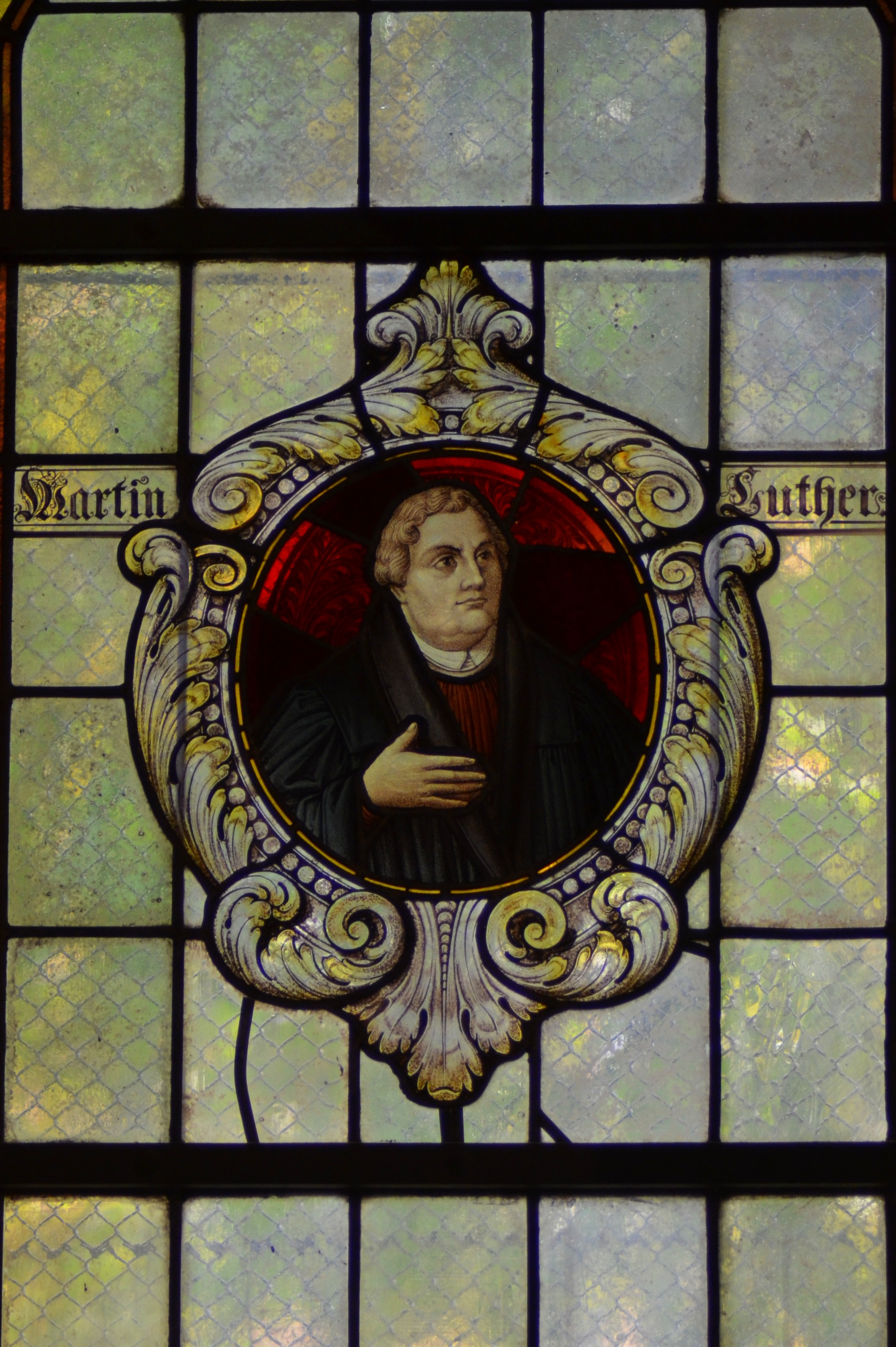
Maarten-Lutherraam